# Nicky Hayen
Nicky Hayen, né le 16 août 1980 à Saint-Trond, est un footballeur et entraîneur belge qui joue au poste de défenseur. Il est actuellement l'entraîneur du Club Bruges KV.

## Biographie

### Carrière d'entraîneur

#### Saint-Trond
Entraîneur des espoirs, Nicky Hayen est nommé entraîneur intérimaire le 25 novembre 2019 en remplacement de Marc Brys. Durant son intérim, il obtiendra 1 victoire, 1 nul et 4 défaites avant de devenir, le 3 janvier 2020, le nouvel adjoint de Miloš Kostić.

#### Waasland-Beveren
Le 9 juin 2020, il est nommé entraîneur principal du club de Waasland-Beveren pour la saison 2020-2021.
N'ayant pas réussi à maintenir le club en D1A après avoir fini 17e en championnat et perdu le match retour de barrage contre Seraing (2-5), Nicky Hayen est démis de ses fonctions avec son adjoint.

#### Club de Bruges
Il est nommé le 18 mars 2024 au poste d’entraîneur principal au Club de Bruges à la suite du licenciement de Ronny Deila. Il assure l’intérim jusqu’en fin de saison. Il est sacré champion de Belgique le 26 mai 2024. En décembre 2024, il remporte le trophée Raymond Goethals. Il est également nommé entraîneur de l'année 2024 lors de la cérémonie du soulier d'or 2024. Il remporte la Coupe de Belgique de football 2024-2025 après une victoire en finale 2-1 contre  le Royal Sporting Club Anderlecht.

## Palmarès

### Palmarès de joueur
- Champion de Belgique de de deuxième division  en 2011 avec l'OH Louvain.

### Palmarès d'entraîneur
- Championnat de Belgique de football 2023-2024 avec le Club Bruges KV.
- Coupe de Belgique de football 2024-2025 avec le Club Bruges KV.
- Supercoupe de Belgique de football 2025 avec le Club Bruges KV.

### Distinctions personnelles
- Trophée Raymond Goethals en 2024
- Entraîneur de l'année 2024 (soulier d'or 2024)